# فاشية إيكولوجية

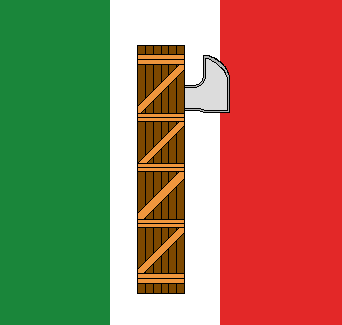

الفاشية الإيكولوجية هي نموذج سياسي نظري تطلب فيه الحكومة السلطوية من الأفراد التضحية بمصالحهم «للطبيعةِ كَكُلٍّ عضويّ».
استخدم بعض الكُتّاب هذا المصطلح للإشارة إلى الخطر المفترض للحكومات الديستوبية (المدينة الفاسدة) المستقبلية، التي من الممكن أن تلجأ إلى السياسات الفاشية من أجل التعامل مع القضايا البيئية. استخدمه كُتّاب آخرون للإشارة إلى فئات من الحركات الفاشية التاريخية والمعاصرة والتي ركزت على القضايا البيئية.

## التعريف
يُعرّف المؤرخ البيئي مايكل إي. زيمرمان «الفاشية الإيكولوجية» على أنها «حكم استبدادي شمولي يُلزم الأفراد بالتضحية بمصالحهم الخاصة في سبيل رفاه «الأرض » - واعتبارها شبكة الحياة السامية، أو الطبيعة كَكُلٍّ عضويّ، بما في ذلك الشعوب ودولها».
يقول زيمرمان أنه في حين لم تتواجد حكومة فاشية إيكولوجية لحد الآن، «إلا أنه يمكن إيجاد نواحٍ مهمة منها في القومية الاشتراكية الألمانية (النازية)، التي كانت أحد شعاراتها الرئيسية «الدم والتربة»».

## الأصول العقائدية

### النازية
يُشير المؤلفان جانيت بيل وبيتر ستودينماير إلى أن تكوين الفاشية والبيئية بدأ بالنازية. يذكر المؤلفان في كتابهما الفاشية الإيكولوجية: دروس من التجربة الألمانية، اهتمام الحزب النازي بالبيئة، ويشيران إلى أن اهتمامه كان «مرتبطًا بالتقليد الزراعي الرومانتيكي والعداء تجاه الحضارة المدنية». ابتكر ريتشارد فالتر داري، قيادي نازي عقائدي، مصطلح «الدم والتربة»، استحدث مفهومًا يقوم على ارتباط الأمة (القوم الواحد) باطنيًا مع أرض الوطن (أي أن العرق الواحد يرتبط روحيًا بأرض محددة)، وبالتالي، تكون الأمة ملزمة بحكم الواجب بالاعتناء بالأرض. بسبب ذلك، تشير الفاشية الإيكولوجية المعاصرة إلى الحزب النازي على أنه نقطة أصل للفاشية الإيكولوجية. 

### سافيتري ديفي
كانت سافيتري ديفي مناصرة بارزة للنازية الباطنية (الروحانية) وعلم البيئة المتقدم. داعمة متعصبة لهتلر والحزب النازي منذ ثلاثينيات القرن العشرين، دعمت أنشطة حقوق الحيوان أيضًا. كانت ديفي نباتية أيضًا منذ سن صغير وطرحت وجهات نظر إيكولوجية في أعمالها. ألّفت كتاب محاكمة رجل عام 1959 في الهند، أعلنت فيه وجهات نظرها حول حقوق الحيوان والطبيعة. وفقًا لها، فإن البشر لا يعلون مرتبة فوق الحيوانات؛ بل هم - حسب آرائها الإيكولوجية - جزء من النظام البيئي ويجب عليهم احترام جميع أشكال الحياة، من ضمنها الحيوانات والطبيعة ككل. بسبب ولائها المزدوج للنازية وعلم البيئة المتقدم، تُعد شخصية مؤثرة في الأوساط الفاشية الإيكولوجية.

### حركة اليمين الجديد
جمعت حركة اليمين الجديد الأوروبية، المستحدثة من قِبل آلان دو بنوا وأشخاص آخرين ضالعين في مجمع التفكير (بيت الخبرة) الذي يُدعى بمجموعة الدراسة والبحث من أجل الحضارة الأوروبية (جي آر إي سي إي)، أيضًا السياسات الخضراء مع أفكار جناح اليمين مثل القومية الإثنية الأوروبية.

### تيد كازينسكي، المُفجر
تيد كازينسكي، المعروف أكثر باسم «المُفجر (مُفجر الجامعات والطائرات)»، وهو شخصية تُذكر على أنها ذات تأثير كبير على الفكر الفاشي الإيكولوجي. بين عام 1978 وعام 1995 أثار حملة تفجير إرهابية هدفت إلى تحريض ثورة ضد المجتمع الصناعي الحديث، في سبيل إعادة الإنسانية إلى حالة بدائية، إذ يُشير إلى أن هذه الحالة تتيح للإنسانية حرية أكبر في حماية للبيئة. في عام 1995 عرض كازينسكي إيقاف حملته التفجيرية إذا نشرت دورية واشنطن بوست أو نيويورك تايمز بيانه المؤلف من 35,000 كلمة  تحت عنوان المجتمع الصناعي ومستقبله. على أمل إنقاذ الأرواح، وافقت كِلا الدوريتين على هذه الشروط. لم يثور البيان ضد المجتمع الصناعي الحديث فحسب لكن ضد «اليساريين» أيضًا، الذين عرّفهم كازينسكي على أنهم «اشتراكيون بصفة أساسية، وجمعيون وأصحاب «لياقة سياسية» ونسويون وناشطون مثليو الجنس  وذوي احتياجات خاصة وناشطون في حقوق الحيوان وما إلى ذلك».
بسبب ذكاء كازينسكي وقدرته على الكتابة بأسلوب أكاديمي عالي المستوى، تلقى بيانه اهتمامًا جادًا بعد إصداره وأصبح ذو تأثير كبير، حتى بين أواسط الذين اختلفوا معه بشدة لاستخدامه العنف وتزمته تجاه الأقليات. دخل عمل كازينسكي الراديكالي والمشجع للبيئة والمناهض لليسار بسرعة وبعمق في الفكر الفاشي الإيكولوجي.
في عام 2017 أطلقت نتفليكس مسلسلًا دراميًا حول حياة كازينسكي، تحت عنوان مطاردة: المُفجر. حفزت شعبية البرنامج دخول كازينسكي وبيانه مرة أخرى بعمق إلى عقل الشعب ورفعت مكانة الفاشية الإيكولوجية.